# Championnat de Guinée-Bissau de football 2022-2023
Navigation
Édition précédente Édition suivante
La saison 2022-2023 du Championnat de Guinée-Bissau de football est la quarante-quatrième édition de la Primeira Divisião, le championnat de première division en Guinée-Bissau. Les seize meilleures équipes du pays se retrouvent au sein d'une poule unique où elles s'affrontent à deux reprises. En fin de saison, les deux derniers du classement sont relégués et remplacés par les deux premiers de Segunda Divisião. 
Le Sport Bissau e Benfica est le tenant du titre.

## Déroulement de la saison
La saison commence le 16 décembre 2022. Avant le début de la saison, le tenant du titre Sport Bissau e Benfica remporte le premier trophée de la saison en gagnant la Supercoupe de Guinée-Bissau.

## Les clubs participants
- Sporting Clube de Bafatá
- Sporting Clube de Bissau
- Sport Portos de Bissau
- Sport Bissau e Benfica
- FC Pelundo
- FC Sonaco
- União Desportiva Internacional de Bissau
- FC Canchungo
- Flamengo Futebol Clube
- Cuntum Futebol Clube
- Atlético Clube de Bissorã
- Clube de Futebol "Os Balantas"
- Binar FC
- FC Tigre de Fronteira - promu de D2
- Massaf SC
- CDR Gabú - promu de D2

## Compétition

### Classement
Le classement est établi sur le barème de points suivant : victoire à 3 points, match nul à 1, défaite à 0.
| Rang | Équipe                    | Pts | J  | G  | N  | P  | Bp | Bc | Diff |
| ---- | ------------------------- | --- | -- | -- | -- | -- | -- | -- | ---- |
| 1    | FC Canchungo C            | 57  | 30 | 16 | 9  | 5  | 42 | 19 | +23  |
| 2    | Sport Bissau e Benfica T  | 55  | 30 | 15 | 10 | 5  | 46 | 19 | +27  |
| 3    | UDI Bissau                | 53  | 30 | 16 | 5  | 9  | 50 | 31 | +19  |
| 4    | Flamengo Futebol Clube    | 49  | 30 | 14 | 7  | 11 | 38 | 22 | +16  |
| 5    | CDR Gabú P                | 48  | 30 | 13 | 9  | 8  | 36 | 29 | +7   |
| 6    | Sporting Clube de Bissau  | 46  | 30 | 12 | 10 | 8  | 47 | 29 | +18  |
| 7    | FC Sonaco                 | 41  | 30 | 10 | 11 | 9  | 27 | 30 | -3   |
| 8    | Sport Portos de Bissau    | 40  | 30 | 11 | 7  | 12 | 49 | 41 | +8   |
| 9    | Cuntum Futebol Clube      | 40  | 30 | 10 | 10 | 10 | 38 | 32 | +6   |
| 10   | FC Pelundo                | 37  | 30 | 9  | 10 | 11 | 27 | 40 | -13  |
| 11   | Sporting Clube de Bafatá  | 35  | 30 | 10 | 5  | 15 | 37 | 45 | -8   |
| 12   | Binar FC                  | 34  | 30 | 9  | 7  | 14 | 22 | 40 | -18  |
| 13   | CF Os Balantas            | 34  | 30 | 8  | 10 | 12 | 28 | 35 | -7   |
| 14   | FC Tigre de Fronteira P   | 31  | 30 | 7  | 10 | 13 | 26 | 35 | -9   |
| 15   | Massaf SC                 | 27  | 30 | 7  | 6  | 17 | 25 | 53 | -28  |
| 16   | Atlético Clube de Bissorã | 27  | 30 | 7  | 6  | 17 | 21 | 49 | -28  |

|  | Champion                        |
|  | Relégation en deuxième division |
|  | P : Promu de deuxième division  |

## Bilan de la saison
| Championnat de Guinée-Bissau de football 2022-2023 |                            |
| Champion                                           | FC Canchungo               |
| Coupes et trophées                                 |                            |
| Vainqueur de la Coupe de Guinée-Bissau 2022-2023   | FC Canchungo               |
| Qualifications continentales                       |                            |
| Ligue des champions de la CAF 2023-2024            | FC Canchungo               |
| Coupe de la confédération 2023-2024                | Aucun                      |
| Promotions et relégations                          |                            |
| Promus en Primeira Divisião                        | Nuno Tristão Futebol Clube |
| Promus en Primeira Divisião                        | Os Arados FC               |
| Relégués en Segunda Divisião                       | Massaf SC                  |
| Relégués en Segunda Divisião                       | Atlético Clube de Bissorã  |